# أماتسيا

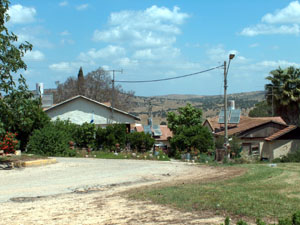
مستوطنة أماتسيا

أماتسيا هي مستوطنة صهيونية مقامة على أراضي قرية الدوايمة الفلسطينية المدمرة، التي كانت مسرحاً لمذبحة ارتكبها الجيش الإسرائيلي يوم 28 أكتوبر عام 1948 وراح ضحيتها ما بين 80 إلى 200 شخص. أنشئت المستوطنة في عام 1955.